# Sauges et chaparral côtiers de Californie
Localisation
Les sauges et chaparral côtiers de Californie sont un sous-écorégion de l'écorégion chaparral et forêts claires de Californie située dans le sud-ouest de la Californie et le nord-ouest de la Basse-Californie au Mexique.

## Situation
Les sauges et chaparral côtiers de Californie sont une partie du biome des forêts, terres boisées et broussailles méditerranéennes. Ils s'étendent sur près de 36 000 km2 de terrasses côtières, de plaines et de collines au sud de la Punta Baja, dans le nord de la Basse-Californie, y compris le versant sud des monts Santa Monica, des monts Santa Ana, et des monts Santa Rosa (en), les collines San Joaquin (en), les Îles du détroit, l'Île Guadalupe et l'Île Cedros.
Leur climat est méditerranéen, avec des hivers doux et humides et des étés chauds et secs avec du brouillard.

## Flore
Les espèces végétales de la sauge côtière de Californie et de l'écorégion chaparrale sont diverses, avec un endémisme élevé. Les principales communautés végétales sont les broussailles côtières de Sauge (en), les prairies côtières de Californie (en) et broussailles côtières du Nord (en)

### La côte

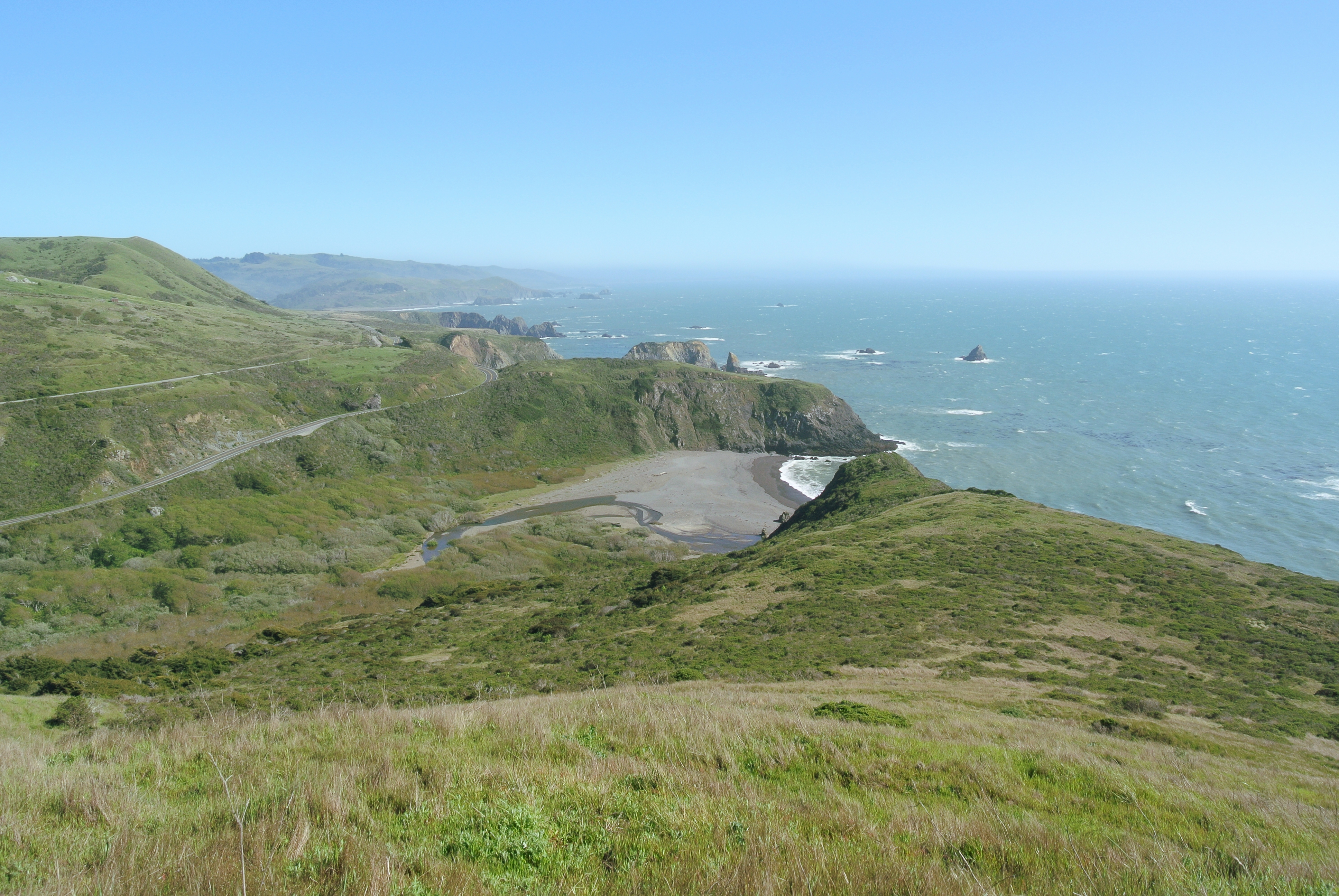
dans le comté de Sonoma

Les principales espèces adjacentes à la côte comprennent: l'armoise de Californie (Artemisia californica) et le brittlebush (Encelia californica),, ainsi que le sarrasin de Californie (Eriogonum fasciculatum) et la sauge de Munz (Salvia munzii).
Dans les zones méridionales de cette écorégion côtière, on peut trouver des cactus et des plantes succulentes, tels que: l'agave de Shaw (Agave shawii), le dudleya côtier (Dudleya caespitosa), le cholla côtier (Cylindropuntia prolifera), le cereus doré (Bergerocactus emoryi) et d'autres espèces de figuier de barbarie (Opuntia), Yucca et Dudleya.
Certaines des plantes endémiques de la zone côtière sud de l'écorégion comprennent: la menthe épineuse de San Diego (Acanthomintha ilicifolia), l'ambroisie de San Diego (Ambrosia pumila) et le cactus en baril de San Diego (Ferocactus viridescens).

### Les pentes

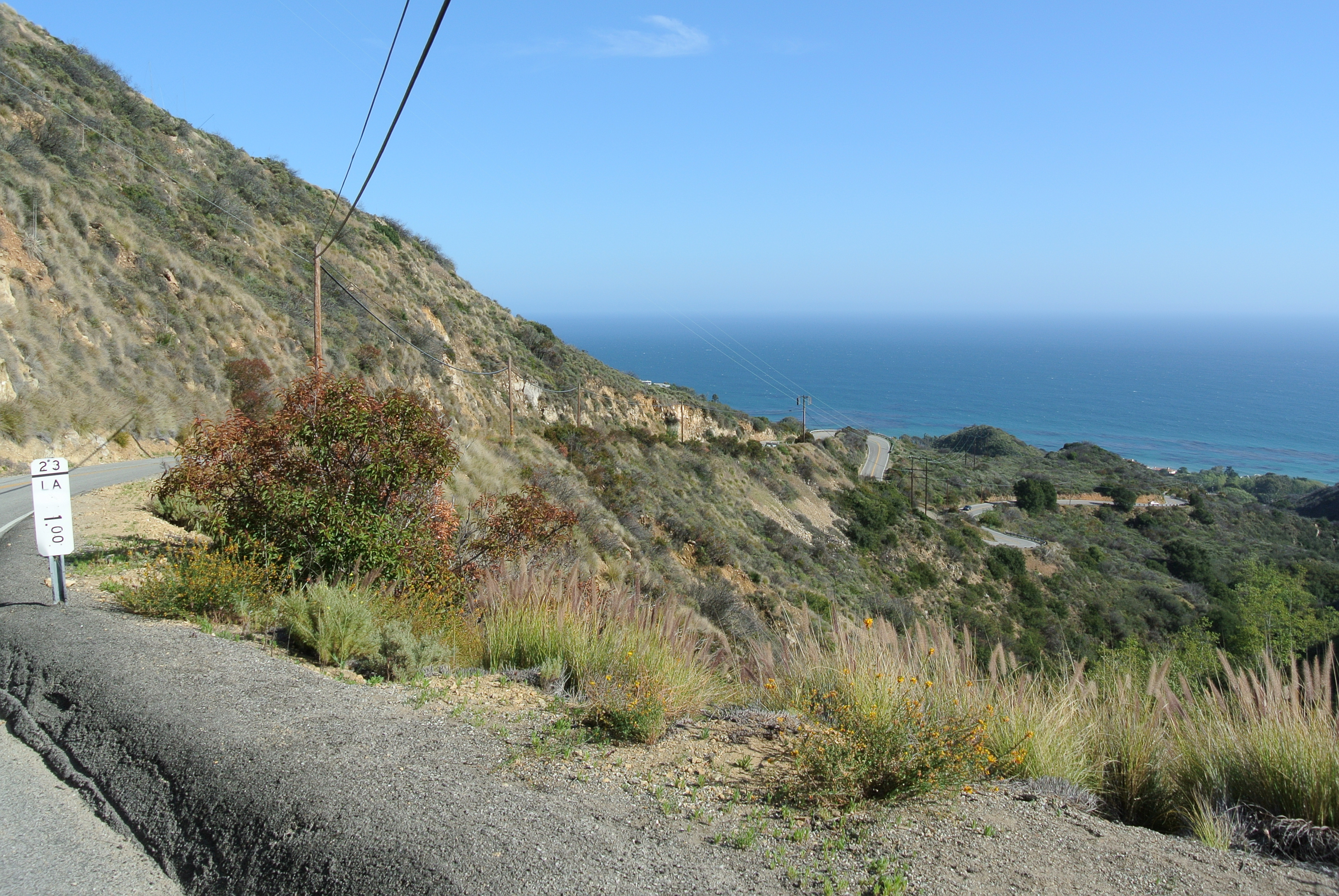
Broussaille côtier du sud dans la Santa Monica Mountains National Recreation Area

Plus haut du rivage, les pentes sont densément couvertes d'arbustes Chaparral, tels que: chamise (Adenostoma fasciculatum), et de nombreuses espèces de lilas de Californie (Ceanothus) et manzanita (Arctostaphylos). Chaparral Yucca (Hesperoyucca whipplei) est courant dans toute la zone climatique.

### Les arbres
Les conifères des montagnes sont encore plus élevés, tels que l'énorme pin à sucre (Pinus lambertiana), le pin ponderosa (Pinus ponderosa), le pin de Jeffrey (Pinus jeffreyi), le pin de Coulter)Pinus coulteri) et le cèdre à encens (Calocedrus decurrens). Les espèces endémiques de cyprès (Cupressus) comprennent: le cyprès de Monterey (Cupressus macrocarpa), le cyprès de Gowen (Cupressus goveniana) et le cyprès de Sargent (Cupressus sargentii).
Un autre arbre endémique est le rare pin de Torrey (Pinus torreyana), qui est uniquement originaire des falaises côtières de la réserve d'État de pins de Torrey près de San Diego et au large de l'île de Santa Rosa.
Les fonds de canyons riverains peuvent avoir des sycomores de Californie (Platanus racemosa). Les forêts de chênes de Californie se trouvent à de nombreuses altitudes dans des endroits moins xériques, avec des espèces telles que le chêne vivant de la côte (Quercus agrifolia). Les chênes de la vallée (Quercus lobata) couvraient autrefois les plaines abritées adjacentes, telles que le bassin de Los Angeles et la vallée de San Fernando.
Les populations restantes de noyer noir du sud de la Californie (Juglans californica) se trouvent sur certaines faces nord des monts Santa Monica, des monts Santa Susana (en) et des collines de San Jose (en).

### Channel Islands
Les îles du Channel sont principalement couvertes de sauge côtière et de chamise chaparral avec quelques forêts de chênes y compris endémiques et / ou rares: sarrasin (Eriogonum spp.), Chênes (comme le chêne des îles - Quercus tomentella) et espèces de Dudleya limitées à ces îles.
Dans et autour de ces différents habitats, cette écorégion diversifiée contient également des «parcelles» de forêts de chênes et de sycomores riverainsdes ruisseaux et rivières, des prairies d' espèces indigènes et introduites et des landes serpentines. Les habitats saisonniers des terres humides comprennent les ruisseaux intermittents, les étangs, les mares vernales et les plaines inondables.
Les feux de forêt font partie de l'écologie naturelle des incendies dans toute l'écorégion. Les habitats de cette côte chaude et sèche doivent survivre et se relancer à la suite des incendies de forêt réguliers, et les espèces végétales dominantes se sont adaptées pour le faire.

## Faune
La faune locale comprend 200 espèces de papillons, notamment l'Hermès cuivré et le Quino checkerspot (une sous-espèce d’Euphydryas editha). On y trouve aussi le boa rosé,, le crotale à losanges rouges (Crotalus ruber), la sous-espèce de San Diego du lézard cornu de la côte et le gecko à bandes de l'ouest (Coleonyx variegatus), la souris de poche de San Diego, le rat kangourou de Stephens (Dipodomys stephensi), et le rat kangourou de Merriam, le serpent à nez de l'ouest (Salvadora hexalepis) et la chrysope du fromage (Chrysoperla). Les mares vernales de l'écorégion abritent des crevettes Streptocephalus woottoni (en).
Le moucherolle de Californie est un petit oiseau endémique de cette écorégion côtière, qui a été protégé, son habitat étant maintenant désigné comme zone pour la conservation des oiseaux. D'autres oiseaux trouvés ici sont le pic de Nuttall (Picoides nuttallii) endémique de la forêt de chênes, et les populations côtières protégées du troglodyte des cactus (Campylorhynchus brunneicapillus).

## Menaces et préservation
Ce littoral attrayant est très vulnérable au développement urbain, récréatif et agricole et seulement 15% de l'habitat d'origine est intact. Les habitats sont vulnérables au pâturage du bétail, qui a éliminé une grande partie de la végétation indigène sur les îles du détroit, comme Santa Cruz où les moutons ont été pâturés pendant plus de 100 ans. Une autre menace ironiquement est le contrôle du feu, qui permet uniquement à la quantité de matière sèche dans la forêt de s'accumuler, entraînant éventuellement des incendies massifs. Cependant, dans de nombreuses régions chaparrales telles que les monts de Santa Monica, l'augmentation de la fréquence des incendies est la plus grande préoccupation car les intervalles de retour du feu dans les communautés chaparrales matures devraient être de 30 à 150 ans, contrairement à une grande partie de la région qui a souvent des intervalles de retour de 20 ans ou moins,
Il y a des parcelles de broussailles côtières à la sauge dans le Marine Corps Base Camp Pendleton, les monts de Santa Monica, les collines de San Joaquin (en) près de Laguna Beach dans le comté d'Orange, en Californie. Les zones protégées comprennent la réserve d'État de Torrey Pines, la réserve du plateau de Santa Rosa (en) et l' île de Santa Cruz. Les zones importantes pour les oiseaux au Mexique comprennent Île Guadalupe et Île Cedros, ainsi que des parties de la Sierra de Juárez et de la Sierra de San Pedro Mártir.
Des parcelles supplémentaires de broussailles côtières de sauge existent dans le sud de la Californie dans la forêt nationale d'Angeles.